# Bartsia fiebrigii
Bartsia fiebrigii là loài thực vật có hoa thuộc họ Cỏ chổi. Loài này được Diels mô tả khoa học đầu tiên năm 1906.